# Heusden Koers 2023
De 73e editie van de Belgische wielerwedstrijd Heusden Koers voor heren werd verreden op 15 augustus 2023. De koers voor de dames werd drie dagen eerder verreden. De start en finish vonden plaats in Heusden.

## Uitslag Heren
| Heusden Koers Heren 2023 |                    |                              |          |
| Plaats                   | Naam               | Ploeg                        | Tijd     |
| Winnaar                  | Harry Tanfield     | TDT-Unibet                   | 3u33'42" |
| 2                        | Tom Vermeer        | Shifting Gears               | +2"      |
| 3                        | Jasper De Buyst    | Lotto-Dstny                  | +3"      |
| 4                        | Stijn De Bock      | Carbonbike Giordana by Gen Z | +5"      |
| 5                        | Axel Huens         | Circus-ReUz-Technord         | z.t.     |
| 6                        | Jeroen Eyskens     | Hubo Cycling Team            | z.t.     |
| 7                        | Oliver Naesen      | AG2R-Citroën                 | + 2"     |
| 8                        | Dylan Vandenstorme | Circus-ReUz-Technord         | + 2'17"  |
| 9                        | Kasper Saver       | Philippe Wagner Cycling      | z.t.     |
| 10                       | Robbe Claeys       | VDM-Trawobo Cycling Team     | z.t.     |

## Uitslag Dames
| Heusden Koers Dames 2023 |                     |                                  |          |
| Plaats                   | Naam                | Ploeg                            | Tijd     |
| Winnaar                  | Zoe Bäckstedt       | EF Education-TIBCO-SVB           | 2u21'56" |
| 2                        | Grace Lister        | Brother UK-Orientation Marketing | z.t.     |
| 3                        | Elise Marie Olsen   | Keukens Redant Cycling Team      | z.t.     |
| 4                        | Marith Vanhove      | Parkhotel Valkenburg             | +1'45"   |
| 5                        | Femke Beuling       | EF Education-TIBCO-SVB           | z.t.     |
| 6                        | Noa Jansen          | Bingoal Cyclingteam              | z.t.     |
| 7                        | Gaia Tortolina      | ASD Women Cycling Project        | z.t.     |
| 8                        | Kelly Van Den Steen | Duolar-Chevalmeire               | z.t.     |
| 9                        | Katrijn Declercq    | Lotto Dstny Ladies               | z.t.     |
| 10                       | Naomi De Roeck      | Keukens Redant Cycling Team      | z.t.     |

1929 · 1930-1935 · 1936 · 1937 · 1938 · 1939 · 1952 · 1953 · 1954 · 1955 · 1956 · 1957 · 1958 · 1959 · 1960 · 1961 · 1962 · 1963 · 1964 · 1965 · 1966 · 1967 · 1968 · 1969 · 1970 · 1971 · 1972 · 1973 · 1974 · 1975 · 1976 · 1977 · 1978 · 1979 · 1980 · 1981 · 1982 · 1983 · 1984 · 1985 · 1986 · 1987 · 1988 · 1989 · 1990 · 1991 · 1992 · 1993 · 1994 · 1995 · 1996 · 1997 · 1998 · 1999 · 2000 · 2001 · 2002 · 2003 · 2004 · 2005 · 2006 · 2007 · 2008 · 2009 · 2010 · 2011 · 2012 · 2013 · 2014 · 2015 · 2016 · 2017 · 2018 · 2019 · 2020 · 2021 · 2022 · 2023